# Линь Чжао
Линь Чжао (23 января 1932 — 29 апреля 1968), урождённая Пэн Линчжао (彭令昭) — диссидент, заключенная в тюрьму, а затем казненная во время Культурной революции за критику политики Мао Цзэдуна. Считается христианской мученицей , наряду с другими китайскими христианскими деятелями, такими как проповедник Вочман Ни.

## Ранние годы
Пэн Линчжао родилась в Сучжоу, провинция Цзянсу в семье, занимавшей видное положение в обществе. В возрасте 16 лет вступила в подпольную коммунистическую ячейку и под псевдонимом Линь Чжао писала статьи, критикующие коррупцию националистического правительства За три месяца до того, как коммунисты пришли к власти в материковом Китае, она сбежала из дома, чтобы поступить в школу журналистики, управляемую коммунистами. В этом качестве её направили работать в группу по проведению земельной реформы в деревне, где она принимала активное участие в пытках и убийствах помещиков, что, по её мнению, оправдывалось принципом классовой борьбы.

## Диссидент
Позже Линь поступила на факультет китайской литературы в Пекинском университете, где стала открытым диссидентом во время Движения сотни цветов 1957 года. В это время интеллектуалов поощряли критиковать Коммунистическую партию Китая, однако позже все критикующие были наказаны. В качестве наказания Линь было приказано выполнять чёрную работу для университета, в том числе убивать комаров в рамках кампании «Четыре вредителя» и каталогизировать старые газеты для справочной библиотеки факультета журналистики университета.
В октябре 1960 года, будучи условно-досрочно освобожденной по медицинским показаниям в Сучжоу, Линь Чжао была арестована вместе с другими диссидентами за помощь в издании подпольного журнала, критиковавшего Коммунистическую партию за голод, причинённый политикой Большого скачка. Позже она была приговорена к 20 годам лишения свободы. В заключении её неоднократно избивали и пытали.
Линь обратилась в христианство ещё до обучения в Пекинском университете, во время посещения христианской миссионерской школы. В тюрьме она ещё сильнее укрепилась в религиозных убеждениях и продолжала критиковать Коммунистическую партию Китая.
Находясь в тюрьме, Линь написала сотни страниц критических комментариев о Мао Цзэдуне, используя шпильки и бамбуковые щепки с собственной кровью в качестве чернил.
В докладе от 5 декабря 1966 г. было рекомендовано казнить Линь за «серьезные преступлений», в том числе такие: "1. Безумные нападки, проклятия и клевета на нашу великую Коммунистическую партию Китая и нашего великого лидера, председателя Мао … 2. Отношение к диктатуре пролетариата и социалистической системе с крайней враждебностью и ненавистью … 3. Публичное выкрикивание реакционных лозунгов, нарушение тюремного распорядка, подстрекательство других заключенных к восстанию и распространение угроз мести от имени казненных контрреволюционных преступников … 4. Упорство в своей реакционной позиции, отказ от признания своих преступлений, сопротивление дисциплине и образованию, сопротивление реформам. . . "
Линь была расстреляна в 1968 году. Семья Линь не знала о её смерти до тех пор, пока чиновник не взыскал с её матери плату за пулю, израсходованную на расстрел.

## Реабилитация
В 1981 году при правительстве Дэн Сяопина Линь была официально оправдана и реабилитирована. Несмотря на реабилитацию, китайское правительство по-прежнему неохотно разрешает поминовение или обсуждение жизни и творчества Линь. В 2013 году, в 45-ю годовщину казни Линь, ряд активистов попытались посетить могилу Линь недалеко от её родного города Сучжоу, но правительственные службы безопасности не допустили их к месту.

## Наследие
История жизни Линь Чжао оставалась малоизвестной вплоть до того, как документальный фильм 2005 года « В поисках души Линь Чжао», снятый режиссёром Ху Цзе, получил множество наград. Она также фигурирует в нескольких главах книги Филипа Пэна 2008 года «Вне тени Мао» .
Многие из её эссе, писем и дневников были сохранены должностными лицами коммунистической партии для возможного использования в будущем в качестве пропаганды. Через некоторое время после её смерти сотрудник полиции согласился рискнуть своей жизнью, чтобы переправить многие сочинения Лин её друзьям и семье. Ху Цзе смог приобрести некоторые из этих произведений для использования в своем документальном фильме. В настоящее время собрание её работ хранится в Институте Гувера при Стэнфордском университете. В 2018 году Си Лянь, профессор мирового христианства в Университете Дьюка, опубликовал биографию Линь Чжао, основанную на интервью с друзьями и семьей, сохранившихся свидетельствах и письмах Линя. В 2020 году был выпущен англоязычный биографический фильм Five-Cent Life о жизни Линь Чжао